# Arnold Malone
 (novembre 2019).
Si vous disposez d'ouvrages ou d'articles de référence ou si vous connaissez des sites web de qualité traitant du thème abordé ici, merci de compléter l'article en donnant les références utiles à sa vérifiabilité et en les liant à la section « Notes et références ».
Arnold John Malone est un homme politique canadien. Il a été élu à la Chambre des communes sous la bannière conservatrice lors des élections générales de 1979 dans la circonscription de Crowfoot.